# Майк Комрі
Майкл Вільям "Майк" Комрі (англ. Michael William "Mike" Comrie, нар. 11 вересня 1980, Едмонтон, Альберта, Канада) — колишній канадський хокеїст, що грав на позиції центрального нападника. За час 13-річної кар'єри у Національній хокейній лізі грав разом з «Едмонтон Ойлерз», «Філадельфія Флайєрз», «Аризона Койотс», «Оттава Сенаторс», «Нью-Йорк Айлендерс» та «Піттсбург Пінгвінс». В ранньому 2012 відійшов від професійного хокею, опісля третьої операції на стегні. В 2010 році одружився з американською акторкою та співачкою Гіларі Дафф, з якою має одного сина. У лютому 2015 Дафф подала на розлючення з Комрі, посилаючись на непримиренні відмінності і вимагаючи первинної фізичної та спільної юридичної опіки над їх сином.

## Ігрова кар'єра
Майкл Комрі народився та виріс у Едмонтоні, канадській провінції Альберта. Закінчив Джасперську вищу школу.

## Особисте життя
Батько Комрі, Біл Комрі, та його дядьки, Фред та Джон, заснували меблеву компанію The Brick, яка в 2012 році була продана за $700 мільйонів. На честь компанії Комрі здобув своє прізвисько "Цеглина". Матір Комрі, Тереза, померла від раку у 1990. Майк має старшу сестру Кеті, та старшого брата Пола. Пол грав з «Едмонтон Ойлерз» до того, як в команду потрапив Майк.
Влітку 2007 року Комрі почав зустрічатися із американською акторкою/співачкою Гіларі Дафф. У лютому 2010 пара оголосила про свої заручини. Весілля відбулося 14 серпня 2010 у місті Санта-Барбара в штаті Каліфорнія. 20 березня 2012 у них народився син Лука Круз Комрі. 10 січня 2014 подружжя повідомило про своє розділення. У лютому 2015 Дафф подала на розлючення з Комрі, посилаючись на непримиренні відмінності і вимагаючи первинної фізичної та спільної юридичної опіки над їх сином. Розлучення було завершене у лютому 2016.